# ديانا جاكسون
ديانا جاكسون (بالإنجليزية: Deanna Jackson)‏ مواليد 15 ديسمبر 1979 في سلما، هي لاعبة كرة سلة أمريكية. تم اختيارها من قبل فريق كليفلاند روكرز خلال الدرافت.

## المسيرة الاحترافية
لعبت مع كليفلاند روكرز في موسم 2002–2003، ثم لعبت مع إنديانا فيفر في موسم 2004–2005، ثم لعبت مع شيكاغو سكاي في سنة 2006.

## روابط خارجية
- ديانا جاكسون على موقع الاتحاد الوطني لكرة السلة النسائية (الإنجليزية)
- ديانا جاكسون على موقع كرة السلة الأوروبية.كوم (الإنجليزية)
- ديانا جاكسون على موقع كلية كرة السلة في سبورتس رفرنس.كوم (الإنجليزية)
- ديانا جاكسون على موقع بروبوليرز (الإنجليزية)
- ديانا جاكسون على موقع سبورتس رفرنس (الإنجليزية)